# La Codoñera
La Codoñera – gmina w Hiszpanii, w prowincji Teruel, w Aragonii, o powierzchni 20,97 km². W 2011 roku gmina liczyła 377 mieszkańców.